# Brian Doyle-Murray

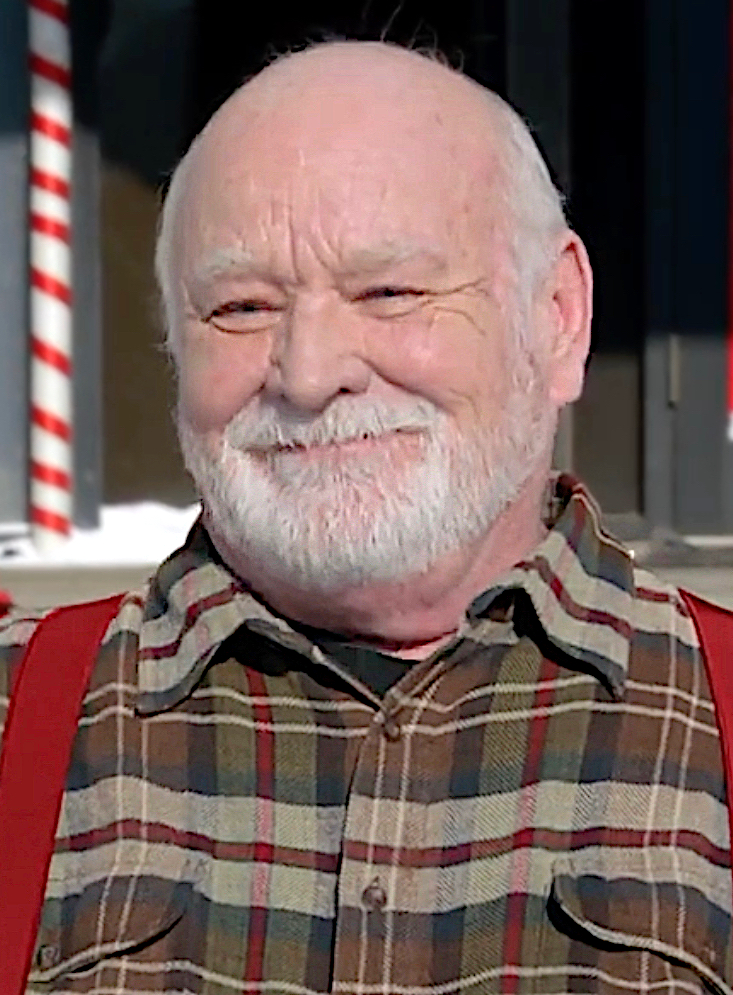
Brian Doyle-Murray, 2014

Brian Murray (* 31. Oktober 1945 in Chicago, Illinois) ist ein US-amerikanischer Schauspieler und Drehbuchautor.

## Leben
Brian Murray ist der älteste Bruder von Bill Murray, mit dem er in einigen Filmen gemeinsam zu sehen ist. Doyle ist der Geburtsname seiner Großmutter, den er annahm, um Verwechslungen mit einem gleichnamigen Schauspieler zu vermeiden. Brian Doyle-Murray ist seit 2000 verheiratet mit Christina Stauffer.
Seit 1972 war Doyle in über 150 Film- und Fernsehproduktionen zu sehen, wobei er üblicherweise in Nebenrollen und besonders häufig in Komödien zu sehen ist. So spielte er beispielsweise den entführten Vorgesetzten von Chevy Chase in Schöne Bescherung (1989) und den beinahe an seinem Essen erstickenden Bürgermeister Buster Green in Und täglich grüßt das Murmeltier (1993). In der Zeichentrickserie SpongeBob Schwammkopf leiht er seit 1999 der Figur des Fliegenden Holländers seine Stimme.
Seit Mitte der 1970er Jahre tritt er auch als Drehbuchautor in Erscheinung. Als solcher war er beispielsweise an Wahnsinn ohne Handicap (Caddyshack) beteiligt, wo er ebenfalls eine Nebenrolle übernahm. Außerdem war er Autor für Saturday Night Live, hierfür erhielt er zwischen 1978 und 1980 drei Nominierungen für den Emmy Award. Als Schauspieler und Autor arbeitete er häufig mit Harold Ramis zusammen.

## Filmografie (Auswahl)

### Spielfilme
- 1980: Wahnsinn ohne Handicap (Caddyshack)
- 1981: Schatz, du strahlst ja so! (Modern Problems)
- 1983: Die schrillen Vier auf Achse (National Lampoon’s Vacation)
- 1984: Das darf man nur als Erwachsener (Sixteen Candles)
- 1984: Auf Messers Schneide (The Razor’s Edge)
- 1986: Staatsanwälte küßt man nicht (Legal Eagles)
- 1986: Club Paradise
- 1988: Die Geister, die ich rief … (Scrooged)
- 1989: Ghostbusters II
- 1989: Schöne Bescherung (National Lampoon’s Christmas Vacation)
- 1991: Valkenvania – Die wunderbare Welt des Wahnsinns (Nothing But Trouble)
- 1991: JFK – Tatort Dallas (JFK)
- 1992: Wayne’s World
- 1993: Und täglich grüßt das Murmeltier (Groundhog Day)
- 1996: Vier lieben dich (Multiplicity)
- 1997: Besser geht’s nicht (As Good as It Gets)
- 1998: Dr. Dolittle (Stimme für Old Beagle)
- 1999: Stuart Little
- 2000: Der Fall Mona (Drowning Mona)
- 2000: Teuflisch (Bedazzled)
- 2002: Snowdogs – Acht Helden auf vier Pfoten (Snowdogs)
- 2007: Der Kindergarten Daddy 2: Das Feriencamp (Daddy Day Camp)
- 2009: 17 Again – Back to High School (17 Again)
- 2012: Die Stooges – Drei Vollpfosten drehen ab (The Three Stooges)

### Fernsehserien
- 1992: Eine schrecklich nette Familie (Married with Children, Folge 7x08)
- 1992–1998: Seinfeld (3 Folgen)
- seit 1999: SpongeBob Schwammkopf (Stimme von “Der fliegende Holländer”)
- 2002–2006: Yes, Dear (18 Folgen)
- 2005–2006: Maggie (The Buzz on Maggie, 14 Folgen)
- 2008: Psych (Folge 2x12 The Old and the Restless)
- 2009–2018: The Middle (25 Folgen)
- 2011: Supernatural (The French Mistake, Folge 6x15)
- 2014: 2 Broke Girls (Folge 3x19)
- 2016: It’s Always Sunny in Philadelphia (1 Folge)
- 2016–2017: Veep – Die Vizepräsidentin (Veep, 3 Folgen)
- 2018–2019: Lodge 49 (20 Folgen)

## Synchronstimme
Zu seinen Synchronsprechern gehören Friedrich G. Beckhaus (JFK – Tatort Dallas) und Walter Reichelt (Und täglich grüßt das Murmeltier).